# 舟舟
舟舟（1978年4月1日—），本名胡一舟，武漢人，是中華人民共和國一位智障人士以及音樂指揮人士。

## 生平
舟舟是一位唐氏综合征患者。智商不足40，相當於3歲幼兒水平。其父胡厚培是武漢樂團的一位大提琴手，母亲张惠琴是武汉机床厂的厂医。舟舟3歲時就生活在武汉歌舞剧院。1984年，舟舟在武汉歌舞剧院第一次模仿指挥的动作。
1995年，湖北电视台编导张以庆张以庆在武汉歌舞剧院拍摄一位贝斯手的纪录片時在排练室遇到了舟舟。當時台上的指挥家在指挥交响乐团排练，舟舟在模仿指挥家的动作。1997年，张以庆制作了與舟舟有關的电视记录片《舟舟的世界》。1998年5月16日，《舟舟的世界》在湖北卫视播出，這使得舟舟開始出名。
1999年1月22日，舟舟在中国残疾人联合会举办的新年音乐会上上台指揮。之後許多媒體將舟舟稱呼為「天才指挥家」、「音乐奇才」，不過郑小瑛以及舟舟的父親並不這麼認為。之後中国残疾人艺术团向舟舟发出了邀请。1999年12月1日，舟舟加入中国残疾人艺术团。2000年8月29日，中国残疾人艺术团在世纪剧院组织了一场演出，中共中央总书记江泽民到场观看。舟舟在演出结束与江泽民握手时，還讓江泽民为他签名。不久舟舟與辛辛那提交响乐团在卡耐基音乐厅合作演出。截至2012年，舟舟在各地巡演两千多场。
2006年5月26日，舟舟母亲张惠琴去世，之後舟舟主要由其父胡厚培照顧。同年，舟舟离开中国残疾人艺术团。其父在武汉组建「湖北舟舟交响乐团」，2013年乐团解散。之後舟舟又加入北京心灵之声残疾人艺术团。2016年，舟舟離開了北京心灵之声残疾人艺术团。同年舟舟加入深圳点亮生命残疾人艺术团，並和藝術團签了5年合同，年薪20万元。但点亮生命残疾人艺术团後來倒閉，舟舟只拿到了1年年薪。
截至2018年時，舟舟一年的演出不足10场。2019年，华大基因聘請舟舟擔任公益形象大使，每月支付约6000元的工资。2020年9月，点亮生命残疾人艺术团前团长肖唐生回到自己位於江西宜春的家鄉，准备在这里重建艺术团，並且在當地蓋起了占地800多亩的养殖场，包括舟舟在內的原来艺术团的残障演员一同來到當地。2021年3月，舟舟加入位於東莞的北京心灵之声残疾人艺术团南方团，並且搬遷至東莞居住。2021年年初至當年5月，舟舟还没有一场演出。